# Makhu
Makhu là một thị xã và là một nagar panchayat của quận Firozpur thuộc bang Punjab, Ấn Độ.

## Địa lý
Makhu có vị trí 31°06′B 75°00′Đ / 31,1°B 75°Đ Nó có độ cao trung bình là 201 mét (659 feet).

## Nhân khẩu
Theo điều tra dân số năm 2001 của Ấn Độ, Makhu có dân số 12.173 người. Phái nam chiếm 52% tổng số dân và phái nữ chiếm 48%. Makhu có tỷ lệ 61% biết đọc biết viết, cao hơn tỷ lệ trung bình toàn quốc là 59,5%: tỷ lệ cho phái nam là 65%, và tỷ lệ cho phái nữ là 56%. Tại Makhu, 14% dân số nhỏ hơn 6 tuổi.